# Mayor-Maus
Die Mayor-Maus (Mus mayori) ist ein auf Sri Lanka endemisches Nagetier in der Gattung der Mäuse. Sie bildet zusammen mit drei weiteren südostasiatischen Arten die Untergattung Coelomys. Eine im Tiefland lebende Population wird von einigen Zoologen als Unterart angesehen.

## Merkmale
Mit einer Kopf-Rumpf-Länge von durchschnittlich 98 mm, einer Schwanzlänge von etwa 102 mm, mit ungefähr 22 mm langen Hinterfüßen und mit etwa 17 mm langen Ohren ähnelt die Art, wie andere Mitglieder der Untergattung, einer kleinen Ratte. Gewichtsangaben liegen nicht vor. Der hauptsächlich mit Schuppen bedeckte Schwanz ist oberseits dunkel und unterseits hell. Es kommt raues mit einigen Stacheln durchsetztes Fell vor, dessen Haare oberseits braun mit gelbbraunen Spitzen sind. Unterseits ist graubraunes Fell vorhanden. Die zehn Zitzen der Weibchen sind paarig angeordnet.

## Verbreitung und Lebensweise
Diese Maus hat mehrere verstreute Populationen im zentralen Hochland und im südwestlichen Tiefland Sri Lankas. Sie hält sich zwischen 165 und 2310 Meter Höhe auf und bewohnt Regenwälder, feuchte Bergwälder, Sümpfe und Grasflächen.
Die nachtaktive Mayor-Maus gräbt oft in der oberen Erdschicht. Sie frisst Pflanzensamen, Wurzelknollen, Insekten und Eier. Ein Wurf enthält durchschnittlich drei Neugeborene.

## Gefährdung
Die Umwandlung der Landschaft in Ackerflächen und Siedlungen wirkt sich negativ auf den Bestand aus. Viele Exemplare fallen Katzen und anderen Haustieren zum Opfer. Aufgrund eines begrenzten Verbreitungsgebiets und dieser Beeinträchtigungen und listet die IUCN diese Art als gefährdet (vulnerable).